# Amortissement par diffusion

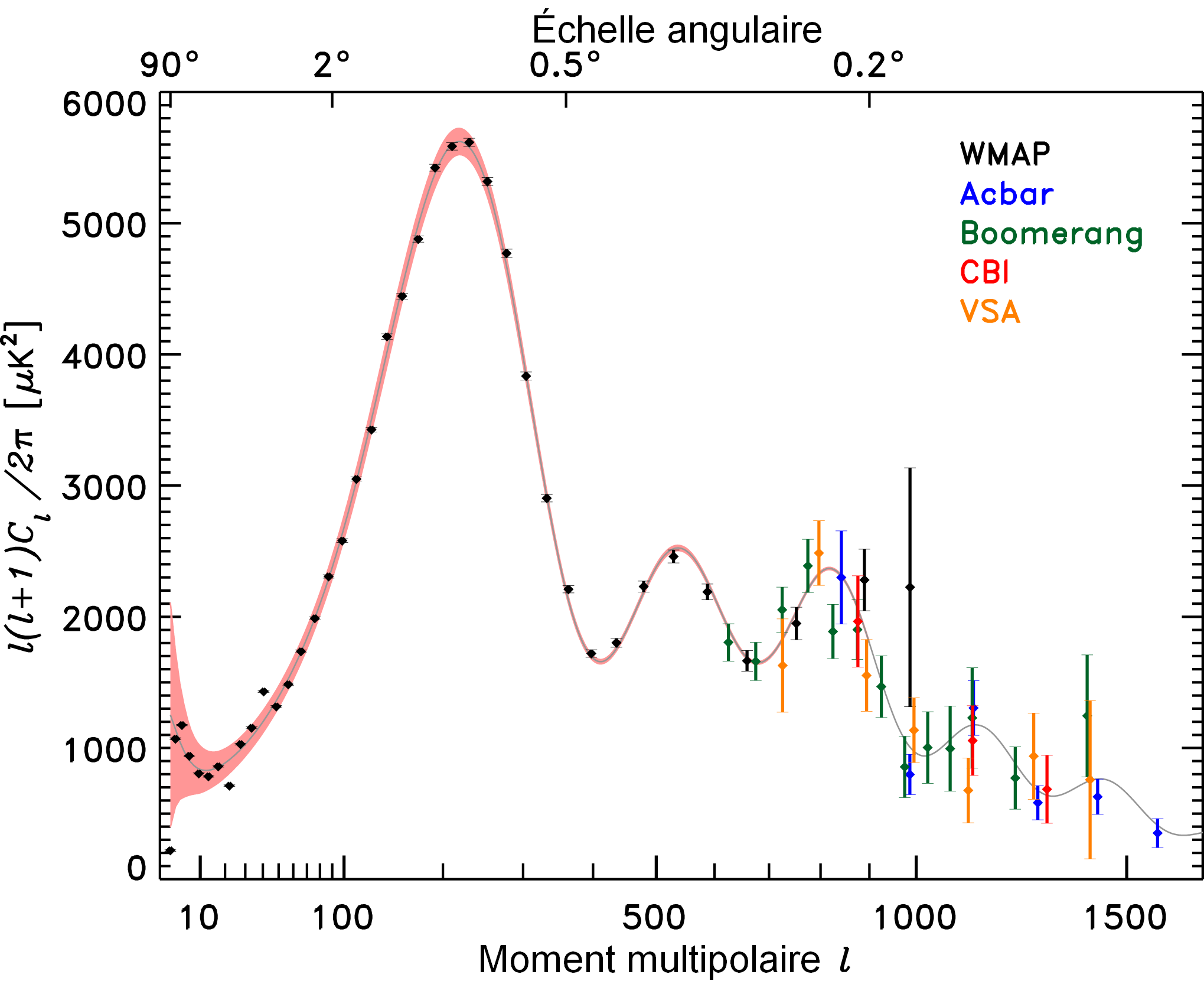
Spectre de puissance du fond diffus cosmologique en fonction de l'échelle angulaire (ou du développement multipolaire), telle que mesuré par cinq missions d'observations. L'amortissement par diffusion est perceptible par la suppression des pics de puissance quand l ≳ 1000.

En cosmologie moderne, l'amortissement par diffusion (en anglais, diffusion damping), dit aussi amortissement par diffusion de photons (en anglais, photon diffusion damping) ou amortissement Silk du nom de son théoricien, est un processus physique qui a réduit les inégalités de densité (anisotropies) dans l'Univers primordial, rendant ainsi le fond diffus cosmologique puis l'Univers actuel plus uniforme. Environ 300 000 années après le Big Bang, à l'époque de la recombinaison, les photons diffusés transmettent l'énergie des régions les plus chaudes aux régions plus froides, égalisant les températures de l'ensemble de ces régions. Ce processus a influé, avec les oscillations acoustiques baryoniques, l'effet Doppler et le décalage vers le rouge gravitationnel, sur la formation des futurs galaxies et amas de galaxies, les grandes structures les plus courantes de l'Univers.
La force de l'amortissement par diffusion est calculée à l'aide d'une expression mathématique du facteur de diffusion, dans l'équation de Boltzmann, qui décrit l'amplitude des perturbations dans le fond diffus cosmologique. La force de l'amortissement par diffusion est surtout influencée par la longueur de diffusion, c'est-à-dire la distance que les photons voyagent avant d'être diffusés. La longueur de diffusion dépend des caractéristiques du plasma, tout comme des modifications dont il est le siège. L'échelle où l'amortissement par diffusion fait sentir ses effets s'appelle l'échelle de Silk ; sa valeur correspond, dans l'Univers actuel, à la taille des galaxies. La masse contenue à l'échelle de Silk s'appelle la masse de Silk, ce qui correspond à la masse moyenne des galaxies.